# Anton Friedrich von Tröltsch
Anton Friedrich Freiherr von Tröltsch (* 3. April 1829 in Schwabach; † 9. Januar 1890 in Würzburg) war ein deutscher Arzt, Otologe bzw. Otiater und Professor für Ohrenheilkunde (Otiatrie) an der Universität Würzburg. Er trug mit seinem Wirken zur Entwicklung der Ohrenheilkunde als eigenständiges Fachgebiet in Europa bei.

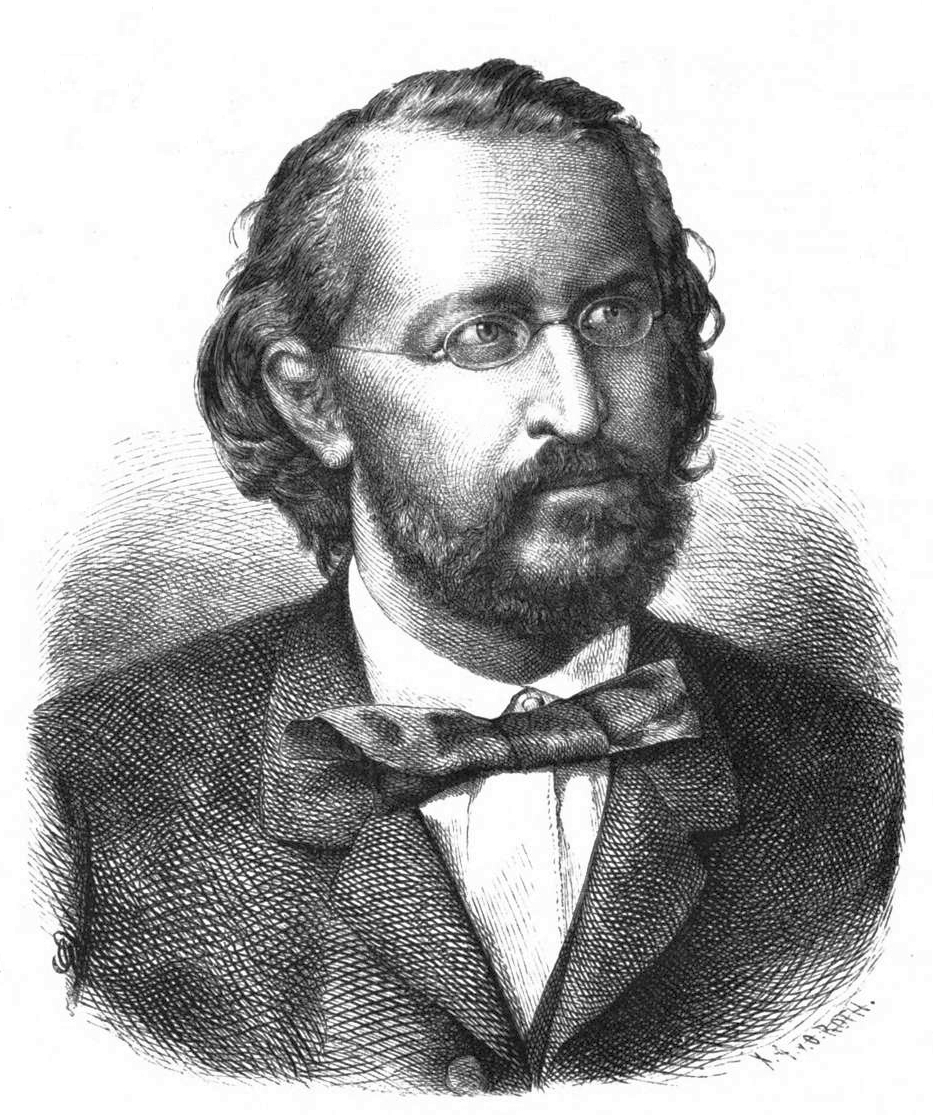
Anton Friedrich von Tröltsch (Stich aus Daheim, 23. Januar 1869)

## Leben
Anton von Tröltsch entstammte einer in Franken ansässigen Familie, aus der Juristen im bayerischen Staatsdienst hervorgegangen sind. Er war das zehnte Kind des Landrichters und späteren Appellationsgerichtsrats Christian Friedrich Freiherr von Tröltsch (1780–1851) und seiner Frau Susanne von Tröltsch, geborene Freiin Haller von Hallerstein († 1840). Wegen der Verdienste eines Vorfahren war die Familie 1790 in den erblichen Freiherrenstand erhoben worden.
Nach Schuljahren in Bamberg und Augsburg legte Tröltsch 1847 in Nürnberg das Abitur ab und studierte zunächst Rechtswissenschaft in Erlangen. Er wurde Mitglied der studentischen Verbindung der „Grauen“ und nahm als deren Vertreter im Revolutionsjahr 1848 am Fest auf der Wartburg teil. Nach zwei naturwissenschaftlichen Semestern in München begann er 1849 das Studium der Medizin in Würzburg, wo Rudolf Virchow zu seinen Lehrern gehörte, legte 1853 das Medizinische Examen ab und promovierte mit Falldarstellungen der Behandlung komplizierter Knochenbrüche ohne Amputation, einer damals noch umstrittenen chirurgischen Therapie.
Für seinen Einsatz als Arzt während der Choleraepidemie in München 1854 erhielt von Tröltsch ein Stipendium, welches ihm erlaubte, sich zunächst in Berlin bei Albrecht von Graefe und in Prag bei Carl Ferdinand von Arlt in Augenheilkunde weiterzubilden. 1855 hospitierte er in Dublin, Glasgow und London. Dort lernte er bei Joseph Toynbee und William Wilde (1815–1876) – Wilde war, wie damals häufig anzutreffen, zugleich Ohren- und Augenarzt – die britische Ohrenheilkunde kennen, deren fortgeschrittener Wissensstand ihn beeindruckte und veranlasste, sich diesem Fachgebiet zuzuwenden. Schon bei einem Aufenthalt in Paris im Winter 1855/56 präsentierte er einen neuen Hohlspiegel mit zentralem Blickloch.
Zurück in Würzburg überbrückte er die Wartezeit bis zur Zulassung als praktischer Arzt mit anatomischen Studien und entwickelte dabei eine Sektionstechnik, um das gesamte Gehörorgan unzerstört der Leiche zu entnehmen. Es gelang ihm im Laufe dieser Studien der Nachweis, dass Mittelohrentzündungen bei Kindern weit häufiger vorkommen als bisher angenommen und dass Störungen des Gehörs häufig durch chronische Entzündungen des Mittelohrs und Defektheilung verursacht sind. Am 9. Februar 1857 begann er zu praktizieren, zunächst als Augen- und Ohrenarzt, als ihn auf Grund seines Rufes mehr und mehr Ohrenkranke aufsuchten, widmete er sich bald überwiegend den Ohrerkrankungen.
Am 8. Oktober 1857 heiratete Tröltsch Auguste Julie Bauer (1833–1908) aus Bamberg. Mit ihr hatte er drei Töchter, die zweite Tochter Clara Aliena Elisabetha (* 1861) heiratete 1883 seinen Lieblingsschüler Josef Georg Wagenhäuser (* 19. April 1852 in Würzburg; † 9. April 1931 in Tübingen).
Auf Bitten von Kollegen hin begann Tröltsch zu lehren, zunächst im privaten Rahmen (ab 1859 hielt er Vorlesungen über Ohrenheilkunde in seiner eigenen Wohnung), bald an der Universität. Er wurde am 2. März 1861 habilitiert und erhielt einen förmlichen Lehrauftrag. 1862 erschien die erste Auflage seines Lehrbuchs, 1864 der erste Band des Archiv für Ohrenheilkunde, dessen verantwortlicher Redakteur er bis 1873 war. Am 25. Juni 1864 wurde er in Würzburg zum außerordentlichen Professor für Ohrenheilkunde ernannt. Im Jahr 1867 wurde er zum Mitglied der Leopoldina gewählt.
Im Deutsch-Französischen Krieg 1870 war Tröltsch freiwillig ärztlicher Begleiter bei Verwundetentransporten.
Im Jahre 1879 wurde die otiatrische Poliklinik gegründet, Tröltsch konnte nun in Räumen der Universitätsklinik zusammen mit Assistenten Kranke behandeln und regelmäßig zur praktischen Unterweisung der Studenten heranziehen.
Ab 1877 war Tröltsch, der zeitlebens an einer Ohrenerkrankung litt, an Multipler Sklerose erkrankt und zunehmend an der Ausübung der Praxis- und Unterrichtstätigkeit gehindert. 1883 übergab er die Leitung der Poliklinik an Wilhelm Kirchner, seine Privatpraxis musste er 1886 schließen. Er starb als königlicher Hofrat an Influenza am 9. Januar 1890 und ist im Ehrengrab der Universität auf dem Würzburger Hauptfriedhof bestattet.

## Leistungen
Der von Tröltsch entwickelte Hohlspiegel mit zentralem Blickloch besitzt eine Brennweite, die den räumlichen Verhältnissen des äußeren Gehörgangs entspricht. Das meist am Stirnband getragene Instrument erleichtert zusammen mit einem Ohrtrichter die Untersuchung von Gehörgang und Trommelfell im reflektierten Licht und eröffnet neue Möglichkeiten für die Diagnose der Erkrankungen des Ohres. Bis dahin wurden dazu vorwiegend Katheterisierung der Eustachi-Röhre und Auskultation sowie Inspektion des Gehörgangs im direkten Licht eingesetzt. Der Ohrenspiegel ist neben dem Stethoskop für über hundert Jahre ein häufig benutztes Symbol für den Beruf des Arztes.
Tröltschs bleibendes Verdienst ist es, mit Hilfe der von ihm verbesserten Untersuchungsmethoden, die Ergebnisse neuer pathologisch-anatomischer Forschung, die er ebenfalls aktiv betreibt, für die praktische Umsetzung in Diagnostik und Nosologie fruchtbar zu machen. Zusammen mit dem mehr chirurgisch tätigen Hermann Schwartze in Halle (Saale) und dem für die Entwicklung neuer therapeutischer Methoden bekannten Adam Politzer in Wien gehört Tröltsch zu den Begründern der modernen Ohrenheilkunde im deutschsprachigen Raum. Er legt die Grundlagen, um Erkrankungen des Ohres mit naturwissenschaftlicher Methodik zu erforschen und der Ohrenheilkunde die Anerkennung eines eigenständigen chirurgischen Fachs zu verschaffen. Zu einer Zeit, als beispielsweise Ohrentzündungen noch sehr häufig nicht erkannt oder mit unzureichenden Methoden behandelt werden und infolgedessen chronische Schwerhörigkeit und Hörverlust in allen Altersklassen vorherrschende Krankheiten im Krankengut eines Ohrenarztes sind, beweisen die neuen diagnostischen und therapeutischen Methoden schnell ihre Nützlichkeit und finden rasch Verbreitung. Tröltsch hatte auch auf die Bedeutung der Eröffnung des Mastoids bei eitrigen Ohrenerkrankungen hingewiesen.
Tröltschs Lehr- und Publikationstätigkeit war von großem Einfluss auf die weitere Entwicklung des Fachgebiets, insbesondere sein Lehrbuch der Ohrenkrankheiten und die Mitbegründung und Mitherausgeberschaft, zusammen mit Schwartze und Politzer, der Fachzeitschrift Archiv für Ohrenheilkunde tragen dazu bei. Das Lehrbuch erschien bis 1881 in insgesamt sieben Auflagen und wurde 1864 ins Englische (The surgical diseases of the ear) und 1870 von seinem Schüler Abraham Kuhn ins Französische (Traité pratique des maladies de l'oreille) übertragen. Das Archiv erscheint bis heute, seit 2004 unter dem Titel European archives of oto-rhino-laryngology and head & neck (ISSN 0937-4477). Mehrere Hochschullehrer und Begründer von Universitätsohrenkliniken sind Tröltschs Schüler, darunter Friedrich Bezold in München, Kurd Bürkner in Göttingen, Abraham Kuhn in Straßburg, Dagobert Schwabach in Berlin, Josef Georg Wagenhäuser in Tübingen und sein Nachfolger in Würzburg Wilhelm Kirchner.
Zwei von Tröltsch erstmals beschriebene taschenartige anatomische Strukturen am Trommelfell sind nach ihm benannt, Recessus anterior membranae tympanicae und Recessus posterior membranae tympanicae heißen auch vordere und hintere Tröltsch'sche Taschen. Die von ihm zur Manipulation im äußeren Gehörgang entwickelte knieförmige Hakenpinzette wird bis heute unverändert hergestellt und benutzt, sie trägt ebenfalls seinen Namen.

Die Deutsche Gesellschaft für Hals-Nasen-Ohren-Heilkunde, Kopf- und Halschirurgie vergibt den Anton-von-Tröltsch-Preis für herausragende wissenschaftliche Leistungen aus dem Bereich der Hals-Nasen-Ohren-Heilkunde.

## Zitat
„Ich wünsche die Überzeugung allgemein zu machen, dass auch die Ohrenheilkunde einer exakten Auffassung im hohen Grade fähig ist, und dass es somit auch in wissenschaftlicher Beziehung der Mühe werth sei, sich mit Erkrankungen des Gehörorganes abzugeben. Hat sich einmal diese Anschauung Bahn gebrochen, so wird man bald allgemein einsehen, dass der Arzt hier mindestens ebenso nützen und ebenso wirksam eingreifen könne, als bei der Mehrzahl der übrigen Leiden des Menschengeschlechtes der Fall ist. Eine genaue Kenntnis der Theile ist hier aber, wie allenthalben, zuerst nötig. Möge es mir gelungen sein, Einiges zur Aufklärung der Praktiker und zur Abschwächung der über diesem Gebiete lastenden Vorurteile beigetragen zu haben!“
Anton v. Tröltsch: Die Anatomie des Ohres in ihrer Anwendung auf die Praxis und die Krankheiten des Gehörorganes. Beiträge zur wissenschaftlichen Begründung der Ohrenheilkunde. Pro venia legendi. Stahel Würzburg 1861, S. VII–VIII, zitiert nacch (Lit.: Baudach, 1999, S. 22–23).

## Schriften (Auswahl)
- Die Untersuchung des Gehörorganes an der Leiche. In: Virchow's Archiv. 3/1858, S. 513.
- Die Untersuchung des Gehörgangs und Trommelfells. Ihre Bedeutung. Kritik der bisherigen Untersuchungsmethoden und Angabe einer neuen. In: Deutsche Klinik Berlin. 12/1860.
- Ein Fall von Anbohrung des Warzenfortsatzes bei Otitis interna mit Bemerkungen über diese Operation. In: Virchows Archiv. Band 21, 1861, S. 295–314.
- Die Anatomie des Ohrs in ihrer Anwendung auf die Praxis und die Krankheiten des Gehörorgans. Würzburg 1861.
- Lehrbuch der Ohrenheilkunde mit Einschluß der Anatomie des Ohres. Würzburg 1862.
- The diseases of the ear, their diagnosis and treatment: a text-book of aural surgery in the form of academical lectures by Anton von Tröltsch. aus dem Deutschen übersetzt und herausgegeben von D.B. St. John Roosa. William Wood, New York 1864.